# Ulica Bogusława IV w Stargardzie
Ulica Bogusława IV – ulica w centrum Stargardu, wytyczona w średniowieczu jako dukt do Skalina z odgałęzieniem do Pyrzyc. 
Przed II wojną światową ulica nosiła nazwę Heiliggeiststraße (Ducha Świętego). Po przejęciu miasta przez polską administrację przemianowano ją na Kościelną, następnie na Poznańską. Na początku lat 90. XX wieku ulica zyskała dzisiejszą nazwę.
Przy ulicy Bogusława IV znajdują się liczne urzędy i instytucje: Sąd Rejonowy, Powiatowe Biuro Agencji Restrukturyzacji i Modernizacji Rolnictwa, Miejskie Przedsiębiorstwo Gospodarki Komunalnej, Zakład Zagospodarowania Odpadów Stargard, Komenda Powiatowa Państwowej Straży Pożarnej, Stacja Pogotowia Ratunkowego. A pierzejami przyległe do ulicy są: kościół św. Ducha, Starostwo Powiatowe i Inspektorat Powszechnego Zakładu Ubezpieczeń.